# Nationale Eenheid (Peru)
Nationale Eenheid (Spaans: Unidad Nacional) was een politieke verkiezingsalliantie in Peru.
Nationale Eenheid werd opgericht in 2000 door Lourdes Flores Nano en was de op twee na grootste alliantie van Peru. De partij deed mee aan de presidentsverkiezingen van 2001 en Lourdes Flores Nano won hier 24,3% van de stemmen.
De alliantie bestond uit een samenwerking van een aantal kleine partijen, dit waren de Christelijke Volkspartij, Solidaridad Nacional, Renovación Nacional en Cambio Radical.
De alliantie deed tijdens ook de verkiezingen van 2006 mee, wederom onder leiding van Flores. Nationale Eenheid werd hierbij derde achter Ollanta Humala van de Unie voor Peru en Alan García van de Amerikaanse Populaire Revolutionaire Alliantie (APRA).